# Петър Китанов
Петър Китанов Николов с псевдоним Хайдушки е български търговец и революционер, горноджумайски околийски войвода на Вътрешната македоно-одринска революционна организация.

## Биография
Китанов е роден в 1875 година в Лешко, Горноджумайско, в Османската империя, днес в България. Брат е на Александър Китанов. Петър Китанов завършва българската гимназия в Солун. Учи във Военното училище в София, където се сближава със съученика си Гоце Делчев. Работи като търговец на дървен материал и същевременно развива революционна дейност. Подгонен е от турските власти в края на 1901 година и бяга в четата на Христо Чернопеев. Взема участие в аферата „Мис Стоун“, като осигурява укриването на пленената мисионерка. Първоначално е помощник-войвода на Чернопеев. По време на Илинденско-Преображенското въстание в 1903 година действа в Разложко. След въстанието става войвода в Струмишки революционен окръг, а по-късно в Горноджумайско, където действа по десния бряг на Струма, докато войводата Ичко Бойчев действа по левия.
След Младотурската революция в 1908 година е сред основателите на Народната федеративна партия (българска секция). Убит е от младотурските власти на 24 май 1912 година в Горна Джумая.

## Галерия
- Иван Харизанов, Антон Страшимиров, Христо Чернопеев, Петър Китанов, 1908 г.
- Четите на Петър Китанов и Ичко Бойчев през Хуриета
- Александър Стефчов – Старото, Коце Марков, Петър Китанов и Александър Андреев – Чапата
- Портрет от Т. К. Апостолов, София. Източник Държавна агенция „Архиви“